# Smicridea frequens
Smicridea frequens är en nattsländeart som först beskrevs av Navás 1930.  Smicridea frequens ingår i släktet Smicridea och familjen ryssjenattsländor. Inga underarter finns listade i Catalogue of Life.